# Nokia Lumia 810
Nokia Lumia 810 — смартфон, розроблений компанією Nokia, на базі OS Windows Phone 8 виключно для американського оператора T-Mobile. Був представлений 8 жовтня 2012. Має 4.3 дюймовий AMOLED WVGA ClearBlack дисплей з роздільною здатністю 800х480., 8-МП камера на задній панелі, 1,5 ГГц процесор Snapdragon. Є змінні оболонки (блакитний та чорний). підтримує бездротову індукційну зарядку за стандартом Qi. Наявний 4G модуль для мереж T-Mobile.

## Операційна система, додатки
Смартфон працює на операційній системі Windows Phone 8. Як і в інших Nokia Lumia встановлені програми Nokia: Nokia Drive, Nokia City Lens, Nokia Transit, Nokia Music та інші.